# Teodoro Stratelates

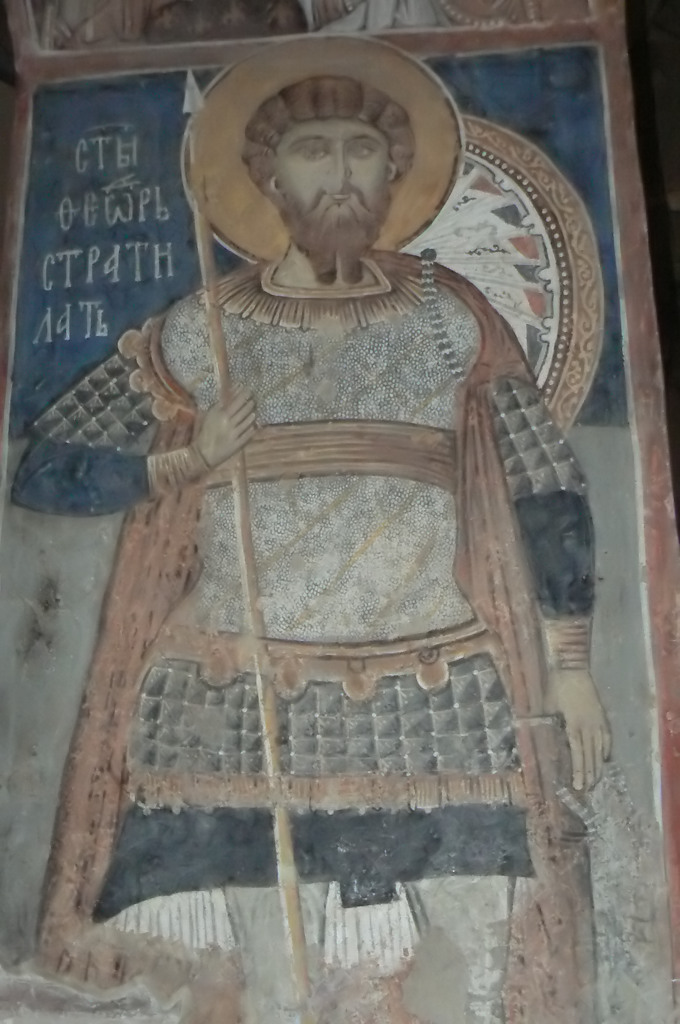
Teodoro Stratelates

Teodoro Stratelates («el General»), también conocido como Teodoro de Euchaita o Teodoro de Heraclea, fue un mártir y santo militar venerado con el título de Gran mártir en la Iglesia católica, la Iglesia ortodoxa y las Iglesias ortodoxas orientales. Se trata en realidad de un santo legendario, producto de una duplicidad hagiográfica con Teodoro de Amasea. Su conmemoración tiene lugar 17 de febrero.

## Vida
Según la tradición, nació en la ciudad de Euchaita. Estaba dotado de muchos talentos y era hermoso de aspecto, y fue conocido por su caridad y valentía.
Teodoro fue nombrado comandante militar (stratelates) en la ciudad de Heraclea Póntica, durante el tiempo en que el emperador Licinio (307-324) comenzó una feroz persecución a los cristianos. Teodoro mismo invitó a Licinio a Heraclea, prometiéndole ofrecer un sacrificio a los dioses paganos. Solicitó que todas las estatuas de oro y plata de los dioses que tenían en Heraclea fueran a su casa. Teodoro luego las rompió en pedazos que luego distribuyó a los pobres.
Teodoro fue detenido y sometido a torturas y crucificado. El testigo fue su siervo Varos (también venerado como un santo). Por la mañana los soldados imperiales lo encontraron con vida e ileso. No queriendo huir de la muerte de un mártir, Teodoro voluntariamente se entregó otra vez en manos de Licinio, y fue decapitado por la espada. Esto ocurrió el 8 de febrero de 319, un sábado, a la tercera hora del día.